# Clematis simplicifolia
Clematis simplicifolia är en ranunkelväxtart som beskrevs av R.A. Qureshi och M.N. Chaudhri. Clematis simplicifolia ingår i släktet klematisar, och familjen ranunkelväxter. Inga underarter finns listade i Catalogue of Life.